# Betagi
Betagi (en bengali : বেতাগী) est une upazila du Bangladesh dans le district de Barguna. En 1991, on y dénombrait 110 926 habitants.